# زهرة الأهوار
زهرة الأهوار (الاسم العلمي:Nymphoides) هي جنس من النباتات تتبع الفصيلة الإطريفلية من رتبة النجميات.

## أنواع زهرة الأهوار
- زهرة الأهوار الإكمانية
- زهرة الأهوار الأنيقة
- زهرة الأهوار البرتقالية
- زهرة الأهوار التوأمية
- زهرة الأهوار التونكينية
- زهرة الأهوار الثؤلولية
- زهرة الأهوار الجبلية
- زهرة الأهوار الخادعة
- زهرة الأهوار الدرعية
- زهرة الأهوار الصغرى
- زهرة الأهوار القصيرة
- زهرة الأهوار القلبية
- زهرة الأهوار الكمبودية
- زهرة الأهوار الكورية
- زهرة الأهوار المائية
- زهرة الأهوار المحززة
- زهرة الأهوار المدورة
- زهرة الأهوار المقنزعة
- زهرة الأهوار الناحلة
- زهرة الأهوار الهندية
- زهرة الأهوار صغيرة الأوراق
- زهرة الأهوار الإسفنجية
- زهرة الأهوار الإهليلجية
- زهرة الأهوار الأوروبية
- زهرة الأهوار الرخوة
- زهرة الأهوار السنانية
- زهرة الأهوار السيامية
- زهرة الأهوار المثلثة
- زهرة الأهوار المشابهة
- زهرة الأهوار النيلية
- زهرة الأهوار ثنائية البذور
- زهرة الأهوار كبيرة البذور